# 12 Leonis
12 Leonis är en gulvit stjärna i stjärnbilden Lejonet.
12 Leonis har visuell magnitud +7,21 och kräver fältkikare för att kunna observeras. Den befinner sig på ett avstånd av ungefär 345 ljusår.